# 朱莱语
朱莱语是印度一种蒙达语族语言，分布在奥里萨邦南部加贾帕提县。与索拉语关系非常密切，Gregory Anderson (2008:299)甚至认为朱莱语是索拉语一种方言。目前极度濒危。

## 现状
朱莱语处于一个复杂交错的语言等级的底层。在加贾帕提县农村地区，朱莱语不如索拉语方言有声望，而索拉语在市区又被视为不如奥里亚语和泰卢固语。这导致这些语言的使用者拒绝将其传给后代，促使其濒危。部分社区已完全由朱莱语转为当地奥里亚语方言。

这种濒危性导致这些语言的大部分基础词被奥里亚语词取代。

## 语法
朱莱语有两种动词屈折。第一种，一二价动词依主动主语屈折；第二种，一价动词依经历者主语、二价动词依遭受者屈折。还有名词格标记，宾格名词须变形。adoʔng“身体”常用作主要的格标记附词（类似于英语couldn't中的n't）。无论宾语是代词还是名词都会出现格标记。格标记偶尔可用于否定位置格形式maŋə。复数标记也用于有数词修饰的名词：bagu kisodanɟi“两条狗”，其中ɟi就是复数标记。

## 註腳
1. 1 2 3  Anderson, Gregory; Gomango, Opino. . FEL 20: 103–109.
2. ↑  Hammarström, Harald; Forkel, Robert; Haspelmath, Martin; Bank, Sebastian (编). . . Jena: Max Planck Institute for the Science of Human History. 2016.